# Droga wojewódzka 717
Die Droga wojewódzka 717 (DW 717) ist eine einen Kilometer lange Droga wojewódzka (Woiwodschaftsstraße) in der polnischen Woiwodschaft Masowien, die in Ochota, einem Stadtbezirk im Zentrum Warszawas liegt. Die Strecke liegt in der Kreisfreien Stadt Warszawa.

## Streckenverlauf
Woiwodschaft Masowien, Kreisfreie Stadt Warszawa
-  Warszawa (Warschau) (A 2, S 2, S 8, S 79, DK 2, DK 7, DK 8, DK 17, DK 61, DK 79, DW 580, DW 621, DW 629, DW 631, DW 633, DW 634, DW 637, DW 706, DW 711, DW 719, DW 724, DW 801, DW 898)